# 조앤 오브 더 엔젤스
《조앤 오브 더 엔젤스》(Matka Joanna Od Aniolow, Joan Of The Angels) 또는 《수녀 요안나》는 폴란드에서 제작된 예르지 카발레로비치 감독의 1961년 드라마, 공포, 미스터리 영화이다. 루시나 윈닉카 등이 주연으로 출연하였다. 흑백·와이드로 제작되었다. 1961년 칸 영화제에서 심사위원상을 받았다.
감독 카발레로비치는 《그림자》, 《야간열차》 등으로 알려져 있으나 《수녀 요안나》는 그의 뛰어난 연출에 의하여 최고의 걸작이 되었다. 역사적인 배경과 종교적인 테마의 특수성 때문에 이해하기 곤란한 점도 있으나, 인간 내부에 있어서 영혼과 육체의 대립이라고 하는 기독교적인 주제를 묘사하면서, 신에 대한 인간의 반역을 불가피한 것으로 긍정하고 거기에서 숙명적인 비극을 발견하고 있다.

## 줄거리
17세기 폴란드왕국의 동북부에 한촌(寒村)이 있었다. 그 한촌의 수녀원에 사제 스링(보이트)이 부임한다. 수녀원의 동정녀들이 악마에 들려 무질서한 난행에 몰두하고 있기 때문에 그 악마를 내쫓기 위하여 대사교구로부터 파견된 감독이다. 스링은 우선 원장으로 있는 요안나(빈니카)를 만나보고 그녀가 모든 악의 근원임을 알게 되어 그녀의 영혼을 구하고자 나날을 보내게 된다. 그러는 동안에 악마가 요안나를 떠나서 스링의 육체 속으로 들어왔음을 느낀다. 그는 번민을 해결하지 못한 채 이교인 유태교의 사제를 만나서 이 사실을 전부 고백한다. 그는 자기의 몸 속에 있는 악마의 존재에 대하여 지금까지 느끼지 못한 법열(法悅)을 느끼고, 그것을 영구히 자기에게 머물러 있게 하기 위하여 도끼를 휘둘러서 죄도 없는 이웃 사람을 죽이고, 요안나를 구하려는 자기의 역할을 마침내 다할 수 있게 되었다고 생각한다.

## 출연

### 주연
- 루시나 윈닉카

### 조연
- 애너 시에피엘류스카
- 마리아 크와리보그
- 지그먼트 진텔
- 프란시스젝 피엑즈카
- 지그먼트 말라우스키
- 이와나 슬록진스카
- 마그다 테레사 보이식